# 科伊尔瓦尔
科伊尔瓦尔（Koilwar），是印度比哈尔邦Bhojpur县的一个城镇。总人口19925（2001年）。

## 人口
该地2001年总人口19925人，其中男性12145人，女性7780人；0—6岁人口3802人，其中男1999人，女1803人；识字率54.93%，其中男性为55.27%，女性为54.41%。